# Sabino Juliano
Sabino Juliano (en latín: Sabinus Iulianus) fue un usurpador romano contra el emperador Carino durante los años 284 y 285.

## Biografía
Alrededor de 283/284, Sabino Juliano era prefecto del pretorio y, al recibir la noticia de la muerte del emperador Numeriano, con el apoyo de las tropas estacionadas en Italia, se autoproclamó emperador. Sin embargo, después de un tiempo fue derrotado en la batalla de  Verona por Carino, quien gobernaba la parte occidental del imperio, 
Los datos sobre estos sucesos se conocen gracias a la obra de Aurelio Víctor «Epitome De Caesaribus» y a la «Historia chronike» de Juan Antioqueno. Sin embargo, también existen informes de Marco Aurelio Juliano, quien también se rebeló contra Carino. A veces, los historiadores tienden a considerar que Juliano y Sabino Juliano son la misma persona, pero, sin embargo, lo más probable es que fueran personas diferentes.

### Obras modernas
- Morris, John; Jones, Arnold Hugh Martin, y Martindale, John Robert (1992): The prosopography of the later Roman Empire. Cambridge University Press, p. 474. ISBN 0-521-07233-6

- Datos: Q16693623